# ブルヘッド (潜水艦)
ブルヘッド (USS Bullhead, SS-332) は、アメリカ海軍の潜水艦。バラオ級潜水艦の一隻。艦名は多種多様な大きな頭の魚を指す修飾語だが、アメリカではナマズ目、カナダではカサゴ目を中心とした一部の魚の通称である。

## 艦歴

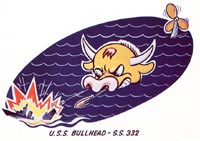
ブルヘッドのエンブレム

ブルヘッドは1943年10月21日にコネチカット州グロトンのエレクトリック・ボート社で起工する。1944年7月16日にハワード・R・ドイル夫人によって進水し、艦長ワルター・T・グリフィス少佐（アナポリス1934年組）の指揮下12月4日に就役する。その後、真珠湾に回航され太平洋戦線で活動した。

### 第1の哨戒 1945年3月 - 4月
1945年3月21日、ブルヘッドは最初の哨戒で南シナ海に向かった。3月31日朝、ブルヘッドはプラタス島へ艦砲射撃を行い、日本軍の通信施設を破壊した。その後、高雄と香港間の中国沿岸に出撃し、4月16日には墜落したB-29のクルーであるアーヴィング・チャーノ、ハロルド・ストゥーム、ロバート・トゥケルの3名を救助した。4月24日には、プラタス島に対して再度の艦砲射撃を行った。4月28日、ブルヘッドは37日間の行動を終えてスービック湾に帰投した。

### 第2の哨戒 1945年5月 - 7月
5月21日、ブルヘッドは2回目の哨戒でタイランド湾およびジャワ海方面に向かった。
6月18日には南緯05度35分 東経106度02分 / 南緯5.583度 東経106.033度のスンダ海峡で「No.58 Sakura Maru」（不詳）を、翌6月19日には南緯05度56分 東経106度00分 / 南緯5.933度 東経106.000度のスンダ海峡で「No.57 Tachibana Maru」（不詳）を撃沈した。5月30日および6月25日にはスクーナーなどを撃沈した。6月26日には2隻の掃海艇と思しき艦船に対して魚雷を発射したが、命中しなかった。ブルヘッドは一連の攻撃で「小さな2隻の貨物船およびスクーナー、駆潜艇などを攻撃して、少なくとも4隻1,800トンの戦果を挙げた」と報告した。7月2日、ブルヘッドは43日間の行動を終えてフリーマントルに帰投。艦長がエドワード・R・ホルト・ジュニア（アナポリス1939年組）に代わった。

### 第3の哨戒 1945年7月 - 8月・喪失
7月31日、ブルヘッドは3回目の哨戒で潜水艦「キャピタイン (USS Capitaine, SS-336)」「パファー (USS Puffer, SS-268)」と共にウルフパックを構成し南シナ海に向かった。この哨戒では9月5日までジャワ海と南シナ海を偵察した後スービック湾に帰投する予定であった。ブルヘッドは8月6日にロンボク海峡を通過したと報告した。それがブルヘッドからの最後の通信であった。8月12日、「キャピタイン」は自艦の8月13日の哨区到着を予定し、ブルヘッドに対し「キャピタイン」と「パファー」の偵察ラインを翌日から引き継ぐよう通信を行った。これに対する応答はなく、8月14日に「キャピタイン」は「担当海域に到着以来、あらゆる手段を行ってもブルヘッドと連絡を取ることはできなかった」と報告した。当時、ジャワ海にはブルヘッド、キャピタイン、パファーのほかに、イギリス海軍の潜水艦「タシターン (HMS Taciturn, P314)」と「ソーロウ (HMS Thorough, P324)」がブルヘッドの担当海域と同じ位置に存在していた。またこれより前に潜水艦「コッド (USS Cod, SS-224)」と「チュブ (USS Chub, SS-329)」が同海域を通過したが、日本軍の対潜水艦攻撃は何度も行われ、いつの攻撃がブルヘッドを沈めたのか特定するのは困難である。しかしながら、後述の2回の攻撃のいずれかがブルヘッドの最期であったと考えられている。

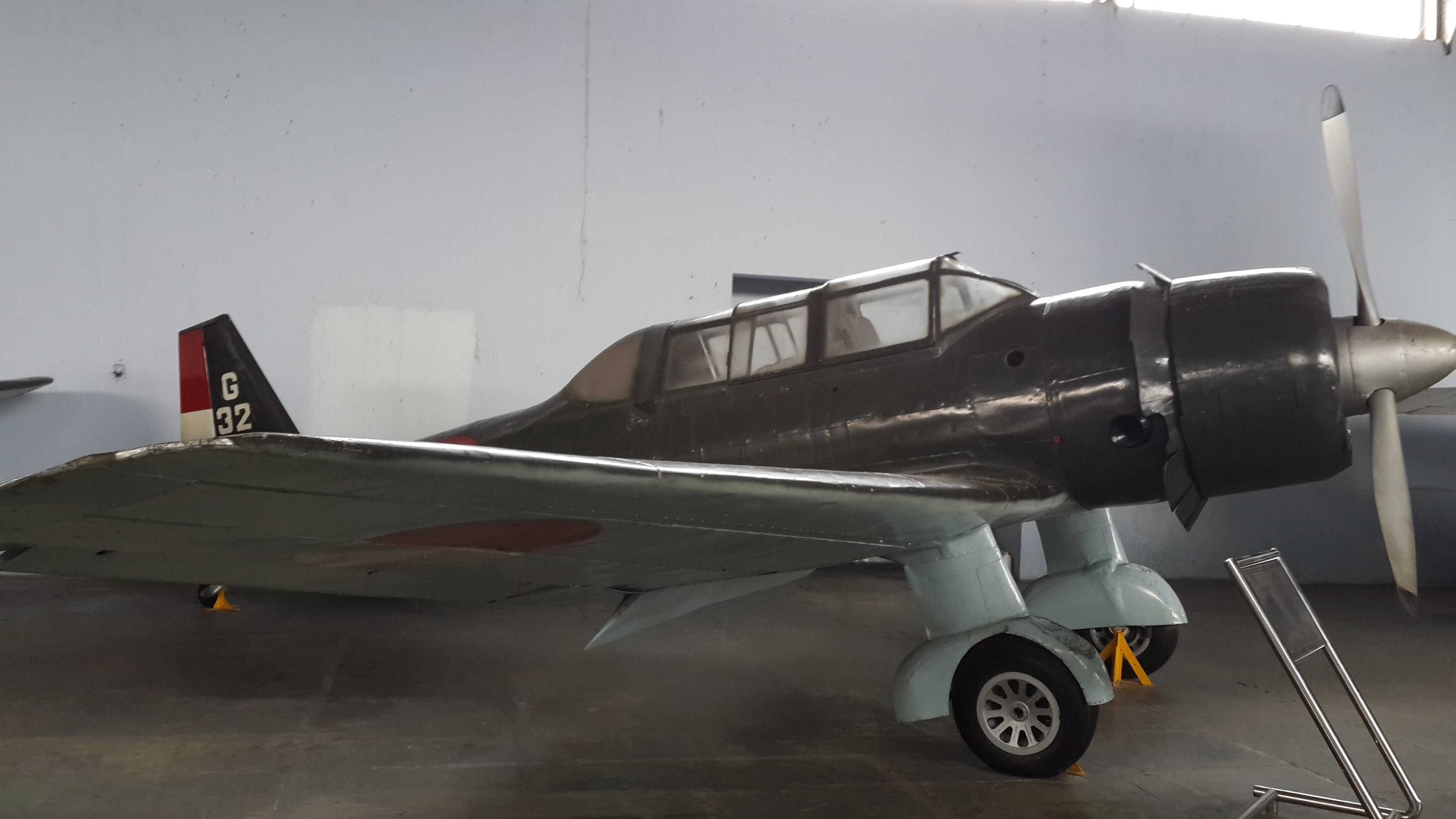
インドネシア空軍中央博物館収蔵の九九襲撃ないし九九軍偵。天蓋など各部に手が加えられている

日本側の資料によると、8月6日午前8時過ぎ、バリ島デンパサル飛行場から飛来した、陸軍独立飛行第73中隊の九九式軍偵察機が南緯08度20分 東経115度42分 / 南緯8.333度 東経115.700度の地点を浮上航行中の潜水艦を発見して60キロ爆弾で爆撃し、直撃弾2発を確認して「撃沈確実」を報じた。翌8月7日には、海軍の水上偵察機が南緯07度42分 東経115度29分 / 南緯7.700度 東経115.483度の地点で潜水艦に対して爆弾4発を投じ、うち2発が至近弾となって油が流出した、とある。その位置はともにバリ島の沖合であり、バリ島最高峰のアグン山山頂がブルヘッドのレーダー探知を妨げ、航空機の接近を探知することができなかったと考えられる。また、上記2つとは別に、終戦後の8月16日に撃沈したという回想もあり、それによれば同日10時ごろに、海軍見張所からの報告を受けた九九式軍偵察機がロンボク海峡で南下中の潜水艦を爆撃し、うち2発が潜航しかけた潜水艦の艦首と艦尾への至近弾となって、攻撃後は潜水艦は浮上せず、30分後にワーンという水中音と浮遊物を確認したとある。ただし、木俣滋郎『敵潜水艦攻撃』183ページでは、これは日付の誤記としている。
ブルヘッドは第二次世界大戦の戦功で2個の従軍星章を受章した。ブルヘッドは第二次世界大戦において、敵の攻撃で失われた最後のアメリカ海軍艦艇となった。その日は奇しくも広島市への原子爆弾投下と同日であった。